# 그나이우스 도미티우스 아헤노바르부스
그나이우스 도미티우스 아헤노바르부스(Gnaeus Domitius Ahenobarbus)(기원전 104년경)는 장군이자 상원의원으로 기원전 122년에 집정관을 지냈다. 후임자인 퀸투스 파비우스 막시무스 알로브로기쿠스와 함께 알로브로게스에 대항하여 갈리아 남부를 정복하기 위한 원정을 이끌었다. 도미티우스는 남부 로마 갈리아의 초기 개발에 적극적으로 참여하여 콜로니아 나르본 마르티우스에 최초의 로마 식민지를 건설하고 남부 갈리아를 통해 이탈리아와 스페인을 연결하는 도미티아 가도와 같은 프로젝트를 후원했다. 그는 또한 로마의 넵튠 신전에 있는 도미티우스 아헤노바르부스 제단의 후원자이기도 하다. 아헤노바르부스는 기원전 115년에 검열을 받았고, 기원전 104년경에 죽기 전에 알 수 없는 날짜에 폰티펙스가 되었다.

## 배경
그는 평민 가문인 유명한 도미티우스 아헤노바르부스 가문의 일원이었다. 그의 아버지는 BC 162년에 집정관을 지낸 그나이우스 도미티우스 아헤노바르부스였다. 그의 할아버지 그나이우스 도미티우스 아헤노바르부스는 BC 192년에 집정관이었다.
그에게는 두 아들인 그나이우스 도미티우스 아헤노바르부스(기원전 96년 집정관)와 루키우스 도미티우스 아헤노바르부스 (기원전 94년 집정관)가 있었다. 그는 루키우스 도미티우스 아헤노바르부스(기원전 54년 집정관)의 할아버지였다. 이 계보에서 도미티우스는 루키우스 도미티우스 아헤노바르부스에서 태어난 마지막 율리우스-클라우디우스 왕조 네로 황제(AD 54-68)의 조상이다.

## 이력
기원전 120년대에 로마는 지중해 갈리아에서 점점 더 활발해져서 아헤노바르부스의 집정관이 되기 직전 몇년 동안 이 지역으로 3개의 개별적인 원정을 시작했다. (현대의 엑상프로방스 근처의 앙트르몽 오피둠 근처의 갈리아 도시), 기원전 123년에 다시 살루비를 물리치고 근처에 로마군을 위한 영구적인 수비대를 설치하여 아쿠아에 섹스티아(현대의 엑상 -프로방스)
이듬해인 기원전 122년에 도미티우스의 집정관이 시작되어 알로브로게스에 대항하는 캠페인을 이끈다. 알로브로게스는 친로마인 아이두이 부족에게 해를 끼쳤고, 전년도부터 그의 도시가 파괴되고 로마인의 노예가 되는 것을 피해 살루비의 지도자인 테우토말리우스 왕을 숨겨두었다. 알로브로게스로 가는 길에 도미티우스는 강력한 아르베르니의 비투이투스 왕의 대사를 만난다. 그러나 토론은 로마에 유리하게 진행되지 않았고, 아르베르니는 기원전 121년에 로마에 대항하여 알로브로게스에 합류했다.
도미티우스는 더 이상 집정관이 아니었지만, 총독으로서 그의 군대를 이끌고 있었다. 론과 술가의 합류점에서 그는 빈달리움 전투에서 알로브로게스를 물리친다. 동시에 영사 퀸투스 파비우스 막시무스는 론강과 이제르강이 만나는 지점에서 현대 발랑스 근처의 북쪽으로 또 다른 군대를 이끌고 그곳에서 최소한의 사상자를 내고있는 훨씬 더 큰 켈트 군대에 대한 압도적인 승리를 거둔다. 로마의 승리는 그 후 20년 동안 이 지역에서 다른 캠페인이 없을 정도로 완벽했다.
도미티우스는 살해된 적군 사령관이 파비우스의 승리를 위해 로마에서 행진하는 것을 막기 위해 파비우스의 질투 때문에 비투이투스를 로마에 있는 감옥으로 보냈다. 빈달리움에서의 승리로 그는 승리와 황제 칭호를 받았으며, 이제르에서의 승리로 막시무스도 수여되었다. 그들의 승리에 대한 원로원의 반응에 대해 두 가지 사실이 두드러진다. 첫째, 파비우스는 그의 승리에 대한 승리의 아노멘 ‘알로브로기쿠스’를 수여받았지만, 도미티우스는 그렇지 않았다. 둘째, 파비우스가 먼저 개선 행렬을 거행했다. 도미티우스가 두 사람 중 연장자였으며, 일반적으로 그러한 행렬에서 먼저 갈 것이라는 점을 고려하면 이것은 이례적인 일이다. 기원전 120년의 승리는 갈리아 트란살피나에 대한 그의 3년 지휘의 끝을 의미한다.
현재 서부 랑그독에 대한 정복을 완료한 도미티우스는 기원전 118년에 갈리아에 최초의 로마 식민지인 콜로니아 나르보 마르티우스(나르본)를 건설했다. 또한 이 시기에 그는 이탈리아와 스페인의 로마 지방을 연결하는 도로인 도미티아 가도를 건설한다. 도로는 자신의 이름을 따서 명명되었다. 그것은 가장 쉬운 통로 중 하나인 몽제네브르 고개를 통해 알프스를 가로지르는 고대 무역로를 따라 지어졌다.
기원전 115년의 검열관으로서 그는 원로원에서 32명의 원로를 추방했다.
도미티우스는 불확실한 날짜에 폰티펙스가 되었고, 이후 기원전 104년경에 사망했다.